# 源氏パイ

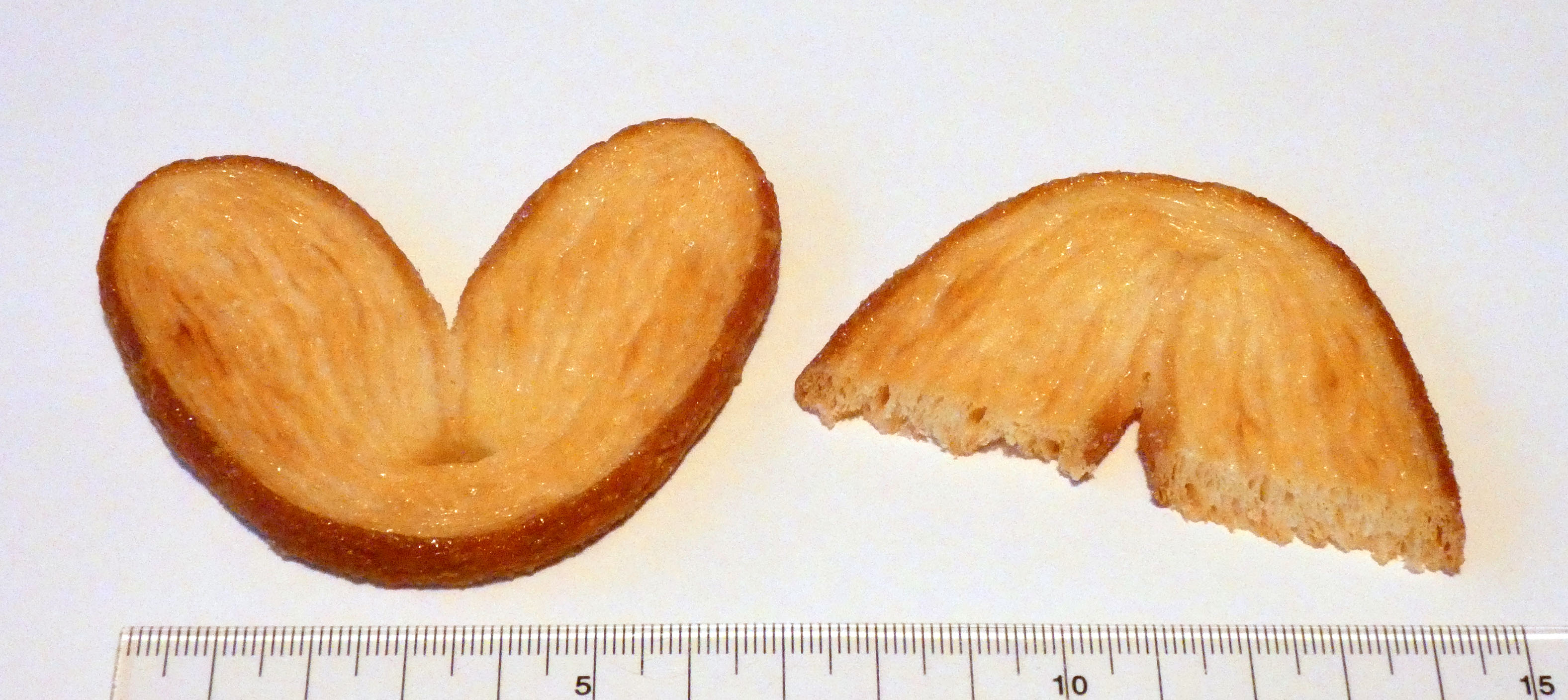
源氏パイ

源氏パイ（げんじパイ）は、静岡県浜松市にある三立製菓が製造販売を行う菓子。フランスの焼き菓子であるパルミエを参考にした、ハート型のパイ。
1965年（昭和40年）に発売されて以来、世界モンドセレクションでゴールドメダルを受賞するなどロングセラーを続けている。

## 歴史
源氏パイは1965年（昭和40年）に三立製菓株式会社によって発売された。
三立製菓は前身企業時代の1883年（明治16年）に日本で初めて氷砂糖の製造に成功し、1924年（大正13年）には氷砂糖を使ったビスケットの製造をはじめた。
1963年（昭和38年）に日本初となるパイの量産化に成功し、その翌々年にパイ生地に砂糖を折り込んだ源氏パイが発売された。
1969年（昭和44年）に第8回世界モンドセレクションでゴールドメダルを受賞したのを皮切りに、1986年（昭和61年）に第25回モンドセレクションで5回連続ゴールドメダルを受賞し、今ではミニ源氏パイなどの姉妹品も多数発売されている。

## 名前の由来
1965年に商品名には和風の名前を付けたいと考えていたところ、翌年1966年のNHK大河ドラマが『源義経』に決まったことを知り、そこから「源氏パイ」と名付けられた。
これに対して「平家パイはないのか」と消費者から問い合わせが来ることもあった。同社が発売していたレーズンパイ（1993年発売）を2012年度のNHK大河ドラマが『平清盛』となったことに合わせて平家パイに改称することで対応している。

## 商品
- レギュラーサイズ
  - 源氏パイ（16枚入り）
  - C 源氏パイ（12枚入り）
  - お徳用源氏パイ（28枚入り）
  - 2枚 源氏パイ
2枚入りの食べきりサイズ。パッケージデザインは4種ある。
  - 源氏パイ＜チョコ＞
パイにチョコレートをコーティング。秋冬商品。
  - 源氏パイ 練り込みチョコ
チョコレートを生地に練り込み、粗く粉砕されたカカオ豆「カカオニブ」が生地の間に巻き込まれている。
- ミニサイズ
  - ミニ源氏パイ
通常の源氏パイをひとくちサイズにしたもの。
  - ミニ源氏パイ＜チョコ＞
ひとくちサイズのパイにチョコレートをコーティング。秋冬商品。
- 平家パイ
  - 平家パイ
源氏パイの姉妹商品。幾層にも折り重ねたパイ生地に洋酒漬けのレーズンをトッピングして焼き上げたもの。
上記の通り、1993年に『レーズンパイ』として販売開始したのち、2012年に「平家パイ」に改称。

## テレビCM
源氏パイを製造する三立製菓株式会社のサイトで現在公開されているテレビCMは、「おかしな列車」の30秒バージョンと15秒バージョンのみである。
なお、同CM内では源氏パイ以外にもチョコバット・カンパン・かにぱんが紹介されている。

## 原材料
- 小麦粉、マーガリン、砂糖、食塩、香料、着色料（カロテン）

## 類似商品
- インドネシアの菓子メーカーMondeから「Genji Pie」が発売されている。30（6×5）枚入り、24（3×8）枚入りで展開。また、「Genji pie mini」なるものもある。